# NGC 3544
NGC 3544 = NGC 3571 ist eine Balken-Spiralgalaxie vom Hubble-Typ SBa im Sternbild Becher südlich des Himmelsäquators.  Sie ist schätzungsweise 159 Millionen Lichtjahre von der Milchstraße entfernt.
Das Objekt wurde am 8. März 1790 von dem deutsch-britischen Astronomen Wilhelm Herschel entdeckt.